# Neundorf (Anhalt)
Neundorf (Anhalt) – dzielnica miasta Staßfurt w Niemczech, w kraju związkowym Saksonia-Anhalt, w powiecie Salzland.
Do 31 grudnia 2008 Neundorf (Anhalt) było samodzielną gminą, wchodzącą w skład wspólnoty administracyjnej Staßfurt.